# Мура
Мура је река која тече кроз Аустрију, Словенију, Хрватску и Мађарску. Уједно је и најсевернија хрватска река, северна природна граница Међимурја према Словенији и Мађарској. Извире у Аустрији (Високе Туре), а до Хрватске долази током кроз Аустрију, Словенију и Мађарску (погранична река). Највећа је притока реке Драве, и то лева. У Драву се улива између Доње Дубраве у Међимурју и Леграда у Подравини, на локацији Велики Пажут која је заштићена као посебни зоолошки резерват.
Укупна дужина Муре је око 464 километра. Око 326 км налази се у унутрашњости Аустрије; 95 км протиче у и око Словеније (67 км дуж границе са Аустријом и Хрватском, 28 км унутар Словеније), а остатак чини границу између Хрватске и Мађарске. Њен слив заузима површину од 14.109 km².
Крајолик реке Муре у Међимурју је заштићен као значајан, и то уредбом Међимурске жупаније дана 18. априла 2001. године. Тај се датум обележава и као „Међимурски дан реке Муре“ у организацији удружења ZEO Nobilis. У националној перцепцији, река Мура се не доживљава као већа и значајна, али редовне годишње поплаве о којима се извештава на националној телевизији ипак доказују да је реч о великој реци (просечне ширине 150-250 метара) велике водности и утицаја на околни простор.
Мура је једна од последњих значајно очуваних низинских река, и то посебно у свом доњем току, јер је у Аустрији ипак преграђена бројним хидроелектранама. Словенци и Хрвати све више увиђају вредност ове реке, у смислу природе и еко-туризма, па се на њој полако обнављају и стари млинови, а скеле односно бродови на Мури готово да возе непрестано већ више од столећа.
Године 2006. основана је Јавна установа за управљање заштићеним крајоликом реке Муре, која негује природне вредности Муре и проширује значај те реке у јавности изван Међимурја. О Мури је објављено тек неколико брошура и само једна књига: „Ријека Мура у 77 фотографија“ публицисте Синише Голуба.
Дана 23. августа 2005. године (уторак) забележен је највећи водостај реке Муре у протеклих 120 година (колико се врше систематска мерења). Тај је водостај износио 506 cm, док је дотад највећи измерени износио 480 cm из 1989. године. Та се појава зове „стогодишња вода“ јер по правилу наилази једном у сто година. Међутим, већ ће се следеће деценије показати да ли се ту радило о „стогодишњој води“ или су последице климатских промена видљиве већ у овом делу света. Иначе, Мура има плувијално-глацијални (кишно-ледењачки) режим, па њен водостај зависи од два фактора: од топљења ледника у Аустрији, те од количине кишних падавина широм поречја у четири земље кроз које пролази.
Мура је највећа притока Драве, а те две реке чине изразито занимљив природни коридор у средишту Европе. Исто су тако окосница две регије велике културне баштине: Међимурја и Подравине.